# Самар (Грчка)
Самар (грч. Σάμαρι, Самари) је насељено место у општини Воден у периферији Средишња Македонија, Грчка. Према попису из 2021. године било је 76 становника.
Према бугарском географу и историчару, Василу Канчову, у Самару је 1900. године живело 244 Словена хришћана. Године 1924. насељене су грчке избегличке породице, укупно 24 особе. На попису из 1940. године Самар је имао 177 становника, од чега 33 Грка и 144 Словена.